# Queen (Nicki Minaj)
Queen è il quarto album in studio della rapper trinidadiana Nicki Minaj, pubblicato il 10 agosto 2018 dalla Young Money, Cash Money e Republic.

## Promozione
Il 12 aprile 2018 l'artista ha pubblicato in contemporanea i singoli Chun-Li e Barbie Tingz come anticipazione al quarto album; successivamente il secondo è stato rimosso dalla lista tracce dell'edizione standard dell'album e aggiunto alla versione distribuita da Target.
Il 7 maggio 2018 la cantante ha annunciato il titolo e l'uscita del suo quarto album, durante un'intervista al Met Gala, rivelando che l'album si sarebbe chiamato Queen e che sarebbe uscito il 15 giugno. Il 19 maggio, si è esibita con Chun-Li e Poke It Out, al finale di stagione della 43ª stagione del Saturday Night Live. Il 24 maggio Minaj si sarebbe dovuta esibire all'Ellen DeGeneres Show ma non è riuscita ad essere lì a causa di problemi medici, come ha annunciato sul suo profilo Instagram. Lo stesso giorno, durante un live su Instagram, ha poi annunciato che l'uscita dell'album è stata spostata al 10 agosto.
Minaj ha annunciato che fra l'11 e il 15 giugno ci sarebbero state delle sorprese, includendo la copertina dell'album, realizzata da Mert and Marcus, con cui lavorò per altri suoi progetti come il video musicale di Regret in Your Tears. L'11 giugno è stato pubblicato il primo e unico singolo promozionale Rich Sex, in collaborazione con Lil Wayne, mentre tre giorni più tardi è stata la volta di Bed con Ariana Grande. Come terzo singolo è stato pubblicato Barbie Dreams, venendo mandato nelle stazioni rhythmic statunitensi a partire dal 14 agosto. Il 29 novembre è stato estratto Good Form come quarto singolo.
Contemporaneamente alla pubblicazione di Rich Sex la cantante ha annunciato il NickiHNDRXX Tour in collaborazione con il rapper Future, che è stato successivamente ribattezzato come The Nicki Wrld Tour a causa della sostituzione di Future con il rapper Juice Wrld; il tour, che si è svolto esclusivamente nelle arene dell'Europa, ha avuto inizio il 21 febbraio 2019 e si è concluso il mese seguente.

## Tracce
1. Ganja Burn – 4:54 (Onika Maraj, Jairus Mozee, Jeremy Reid)
2. Majesty (feat. Eminem & Labrinth) – 4:55 (Onika Maraj, Luis Resto, Marshall Mathers, Timothy Mckenzie)
3. Barbie Dreams – 4:39 (Onika Maraj, Rivelino Wouter, Chase Lett, Melvin Hough II, Rashad Smith)
4. Rich Sex (feat. Lil Wayne) – 3:12 (Onika Maraj, Dwayne Carter, Aubry Delaine, Jawara Headley, Jeremy Reid)
5. Hard White – 3:13 (Onika Maraj, Matthew Samuels, Ramon Ibanga Jr., Brittany Hazzard)
6. Bed (feat. Ariana Grande) – 3:10 (Onika Maraj, Ben Diehl, Gamal Lewis, Brett Bailey, Mescon David Asher, Dwayne Chin-Quee)
7. Thought I Knew You (feat. The Weeknd) – 3:18 (Onika Maraj, Abel Tesfaye, Jeremy Reid, Brittany Hazzard)
8. Run & Hide – 2:34 (Onika Maraj, Brittany Hazzard, Rupert Thomas Jr., Masamune Kudo)
9. Chun Swae (feat. Swae Lee) – 6:10 (Onika Maraj, Khalif Brown, Leland Wayne)
10. Chun-Li – 3:11 (Onika Maraj, Jeremy Reid)
11. LLC – 3:41 (Onika Maraj, Jason Fox, Chase Lett, Rasool Diaz, Wesley Dees)
12. Good Form – 3:19 (Onika Maraj, Michael Williams II)
13. Nip Tuck – 3:27 (Onika Maraj, Daniel Johnson, June Nawakii, Brittany Hazzard, Jeremy Coleman)
14. 2 Lit 2 Late (Interlude) – 0:55 (Onika Maraj, Adam Feeney, Brittany Hazzard)
15. Come See About Me – 4:06 (Onika Maraj, Brittany Hazzard, Christopher Braide, Henry Walter)
16. Sir (feat. Future) – 3:44 (Onika Maraj, Nayvadius Wilburn, Xavier Dotson, Leland Wayne)
17. Miami – 3:10 (Onika Maraj, Shane Lindstrom, Douglas Patterson, Rasool Diaz)
18. Coco Chanel (feat. Foxy Brown) – 3:44 (Onika Maraj, Ashley Bannister, Joshua Adams, Inga Marchand)
19. Inspirations (Outro) – 0:58 (Onika Maraj, Joshua Adams, Ashley Bannister)

Tracce bonus nell'edizione di Target
1. Barbie Tingz – 3:11 (Onika Maraj, Jeremy Reid)
2. Regular Degular – 3:32 (Onika Maraj, Invincible, Cory Martin)

Traccia bonus nell'edizione di iTunes
1. Fefe (6ix9ine ft. Nicki Minaj & Murda Beatz) – 2:59

Traccia bonus nell'edizione deluxe di iTunes
1. Good Form (feat. Lil Wayne) – 3:57

## Classifiche

### Classifiche settimanali
| Classifiche (2018)        | Posizione massima |
| ------------------------- | ----------------- |
| Australia                 | 4                 |
| Austria                   | 19                |
| Belgio (Fiandre)          | 11                |
| Belgio (Vallonia)         | 8                 |
| Canada                    | 2                 |
| Danimarca                 | 18                |
| Estonia                   | 11                |
| Finlandia                 | 11                |
| Francia                   | 7                 |
| Germania                  | 18                |
| Irlanda                   | 5                 |
| Italia                    | 19                |
| Lituania                  | 67                |
| Norvegia                  | 9                 |
| Nuova Zelanda             | 9                 |
| Paesi Bassi               | 8                 |
| Polonia                   | 27                |
| Regno Unito               | 5                 |
| Repubblica Ceca           | 44                |
| Slovacchia                | 15                |
| Spagna                    | 19                |
| Stati Uniti               | 2                 |
| Stati Uniti (R&B/hip-hop) | 2                 |
| Stati Uniti (rap)         | 2                 |
| Svezia                    | 15                |
| Svizzera                  | 5                 |
| Ungheria                  | 31                |

### Classifiche di fine anno
| Classifica (2018) | Posizione |
| ----------------- | --------- |
| Australia         | 69        |
| Canada            | 40        |
| Francia           | 185       |
| Stati Uniti       | 42        |
| Classifica (2019) | Posizione |
| Stati Uniti       | 96        |